# Saumane (Gard)
 Saumane  es una población y comuna francesa, situada en la región de Languedoc-Rosellón, departamento de Gard, en el distrito de Le Vigan y cantón de Saint-André-de-Valborgne.

## Demografía
| 224 | 186 | 164 | 141 | 183 | 227 |
| Para los censos de 1962 a 1999 la población legal corresponde a la población sin duplicidades (Fuente: INSEE [Consultar]) |     |     |     |     |     |